# Ács (családnév)
Az Ács vagy Áts régi magyar családnév. Eredetileg foglalkozásnév volt, jelentése: famegmunkáló, főleg tetőkészítő kisiparos. Hasonló családnevek: Eszterhás, Fedeles, Fedő, Héjazó, Házfedő, Szerhás.

## Más nyelvekben
- Carpenter - angolul
- Carpentiere - olaszul a latin "carpentarius" szóból
- Carpintero és Carpenteiro - spanyolul, szintén a latinból származik
- Plotnyikov - oroszul
- Stolarz - lengyelül
- Tâmplaru - románul
- Tesař és Teslyar - csehül
- Timmerman - hollandul
- Tømmermann - norvégül
- Zimmermann - németül

## Híres Ács / Áts nevű személyek
Ács
- Ács Ágoston (1889–1947) festő- és ötvösművész
- Ács Benjámin (1806–1858) ferences szerzetes, egyházi író
- Ács Ferenc (1876–1949) festőművész
- Ács Ilona (1920–1976) úszó
- Ács Irén (1924–2015) fotóművész
- Ács János (1949–2015) író, rendező
- Ács József (1914–1990) festőművész
- Ács József (1931–2023) szobrász
- Ács József (1965) író, költő
- Ács József Ferenc (1936) festő
- Ács Károly (1819–1882) református lelkész, egyházi író
- Ács Károly (1824–1894) nyelvész, költő, népköltészet-kutató
- Ács Károly (1928–2007) költő, műfordító
- Ács László (1931) grafikus
- Ács László (1950–2012) matematikus, informatikus
- Ács Lipót (1868–1945) festőművész, keramikus, néprajzkutató
- Ács Tibor (1931–2021) hadtörténész
- Ács Tivadar (1901–1974) történész, újságíró

Áts
- Áts Gyula (1939–2018) Jászai Mari-díjas színész